# Major Grom - Il medico della peste
Major Grom - Il medico della peste (Майор Гром: Чумной Доктор) è un film del 2021 diretto da Oleg Trofim.
Il film è basato sulla serie a fumetti russa Major Grom, e in particolare sull'arco narrativo intitolato Il medico della peste.

## Trama
Il maggiore della polizia di San Pietroburgo Igor' Grom cattura tre rapinatori che hanno appena rapinatori una banca, mentre causa danni significativi alle proprietà, viene così rimproverato dal suo superiore, il capitano della polizia Fedor Prokopenko.
Poco dopo, inizia il processo ad uno dei ragazzi ricchi della città ''Kirill Grechkin''; È accusato di aver colpito mortalmente una bambina con la sua auto. Nonostante le prove contro di lui, Grečkin viene assolto e il fratello della defunta, Lëša Makarov, sospetta il tribunale di corruzione. Anche il milionario Sergej Razumovskij, fondatore del social network Vmeste, e il suo amico Oleg Volkov, cresciuto nello stesso orfanotrofio della bambina deceduta, sono indignati dalla decisione del tribunale. Allo stesso tempo, i video del Medico della peste appaiono su Internet: un vendicatore con una maschera e una tuta da combattimento, armato di bombe e lanciafiamme, che promette di "ripulire" la città dai criminali. Il Dottore brucia a morte Kirill Grechkin nella sua auto. Dopo l'omicidio, Oleg va da Razumovskij e confessa di essere lui il Medico della peste. Razumovskij è sconvolto da questo, ma esita a consegnare il suo amico alle autorità.
Grom, che ha assistito all'omicidio, sta cercando di indagare e trovare il Medico, che ora è considerato da molti un eroe. L'ufficiale dell'FSB Evgenij Strelkov, che arriva da Mosca per catturare il Medico, rimuove il maggiore dal caso. Invece, Grom e il suo nuovo tirocinante, Dima Dubin, vengono inviati a occuparsi del furto di dodici frigoriferi. Tuttavia, contrariamente al loro incarico ufficiale, i due continuano a indagare sul caso del Dottore, avendo ricevuto una soffiata dall'informatore di Grom e cercando senza successo di avere informazioni da persone associate alla malavita. Nel frattempo, Grom salva una giovane donna da dei teppisti, ma si rivela essere la giornalista e blogger Julija Pčëlkina, che ha inscenato l'attacco per avvicinarsi a Grom e ottenere informazioni sul caso Medico della peste per il suo blog.
Intanto il Dottore accumula nuove vittime: il capo di una banca che ha truffato i suoi clienti e il proprietario di una discarica inquinante, insieme a tutta la famiglia di quest'ultimo. Dubin avanza la teoria secondo cui la prossima apparizione del Dottore dovrebbe essere prevista all'apertura di un casinò, dove si riunirà tutta la "crema della società" di San Pietroburgo. Grom si infiltra nella festa di apertura, dove incontra Pčëlkina e Razumovskij. Invece del vero Dottore, tuttavia, appaiono solo i suoi seguaci, che vogliono derubare i ricchi. Sergej Razumovskij cerca di prevenire la violenza e dissuaderli con denaro, ma ne segue una rissa, in cui Grom e un certo numero di ufficiali dell'FSB li catturano. Grom è successivamente costretto a dimettersi dalla polizia da Strelkov.
Nonostante il suo licenziamento, continua le sue indagini e scopre dell'infanzia di Razumovskij nell'orfanotrofio e che era solito disegnare uccelli che assomigliavano alla maschera del Dottore. Tornato al casinò, Pčëlkina aveva detto a Grom del contratto di Razumovskij con Holt International, una società impegnata nello sviluppo di armi ad alta tecnologia. Fu Holt International a creare il costume e l'equipaggiamento del Medico della Peste. Grom accusa direttamente Razumovskij di essere il Medico della Peste. A questo punto, Sergei ha capito che l'accusa è vera: "Oleg" era la sua seconda personalità (Grom sottolinea che secondo i documenti ufficiali, il vero Oleg Volkov è morto nella guerra in Siria un anno prima). Il suo lato oscuro prende il sopravvento; mette fuori combattimento Grom con un colpo alla testa, gli mette addosso la tuta del Dottore e lo getta vicino al luogo del suo prossimo omicidio. La polizia cattura Grom, e Strelkov ora crede che Igor' sia il Medico.
Dubin e Pčëlkina aiutano Grom a fuggire dalla custodia, e lui va a caccia del Dottore. Nel frattempo, il vigilante pubblica un nuovo video: invita tutti i suoi seguaci a riempire le strade e linciare chiunque considerino un cattivo. Razumovskij confessa a Igor' che in questo modo vuole sbarazzarsi non solo dei funzionari corrotti e dei ricchi, ma anche dei suoi seguaci, che considera imitatori immorali e disadattati; a suo parere, lo stato sarà costretto a inviare truppe e ucciderle, e Razumovskij sarà successivamente in grado di creare una "nuova Pietroburgo". Scoppia una lotta tra Grom e Razumovskij, in cui il Dottore quasi vince, ma Dubin e Pčëlkina vengono in soccorso di Grom. Razumovskij viene neutralizzato e Pčëlkina rivela di aver registrato il suo discorso, compresi i suoi piani nefasti. Grom dichiara al Dottore che vede anche problemi nel paese, ma considera inaccettabile risolverli per mezzo dell'omicidio.
Nel frattempo, i seguaci del dottore si placano rapidamente quando una banda guidata da uno degli informatori di Grom agisce contro i rivoltosi. Lëša Makarov, che vi ha partecipato, sta progettando di uccidere il giudice corrotto che ha rilasciato Grečkin. Quando i suoi nipoti gli fanno visita, tuttavia, Lëša si rende conto che non è in grado di commettere l'omicidio e lo risparmia. L'ufficiale dell'FSB Strelkov rivendica tutto il merito per l'arresto del Medico della Peste, mentre Grom si accontenta di trascorrere del tempo con i suoi nuovi amici, Dubin e Pčëlkina.
In una scena a metà dei titoli di coda, Razumovskij viene mostrato in un istituto psichiatrico. Il suo "lato oscuro" gli parla, dicendogli che "loro" saranno presto liberi. In una scena post-credit, Oleg Volkov viene mostrato in un campo militante in Siria: si scopre che è ancora vivo e guarda la cattura del suo amico Razumovskij in televisione.

## Produzione

### Casting
I realizzatori hanno cercato di utilizzare attori meno famosi in quanto erano insoddisfatti degli stessi pochi attori che recitavano in molti film diversi. Bubble ha avuto difficoltà con il casting, in particolare, con la selezione di un attore principale per interpretare Igor' Grom. Aleksandr Gorbatov, che ha interpretato Grom nel cortometraggio, non è tornato al ruolo a causa della mancanza di interesse per il progetto. La ricerca di un nuovo attore ha richiesto un anno intero. Secondo lo sceneggiatore e produttore Roman Kotkov, "non potevamo nemmeno immaginare che fosse così difficile trovare un bell'uomo alto con l'intelligenza negli occhi in Russia". Alla fine, Tichon Žiznevskij fu selezionato per il ruolo. Žiznevskij dovette perdere dieci chilogrammi per la parte, e sottoporsi a un serio allenamento fisico per sembrare più atletico. Per questo, ha lavorato con allenatori a Mosca e San Pietroburgo. Dmitrij Čebotarëv, un altro attore che prese parte al film e che conosceva Žiznevskij da molto tempo, ricorda che lui e molti altri conoscenti di Žiznevskij non avrebbero mai pensato che il loro amico si sarebbe adattato alla parte che stava per interpretare, poiché era noto principalmente per interpretare ruoli romantici.

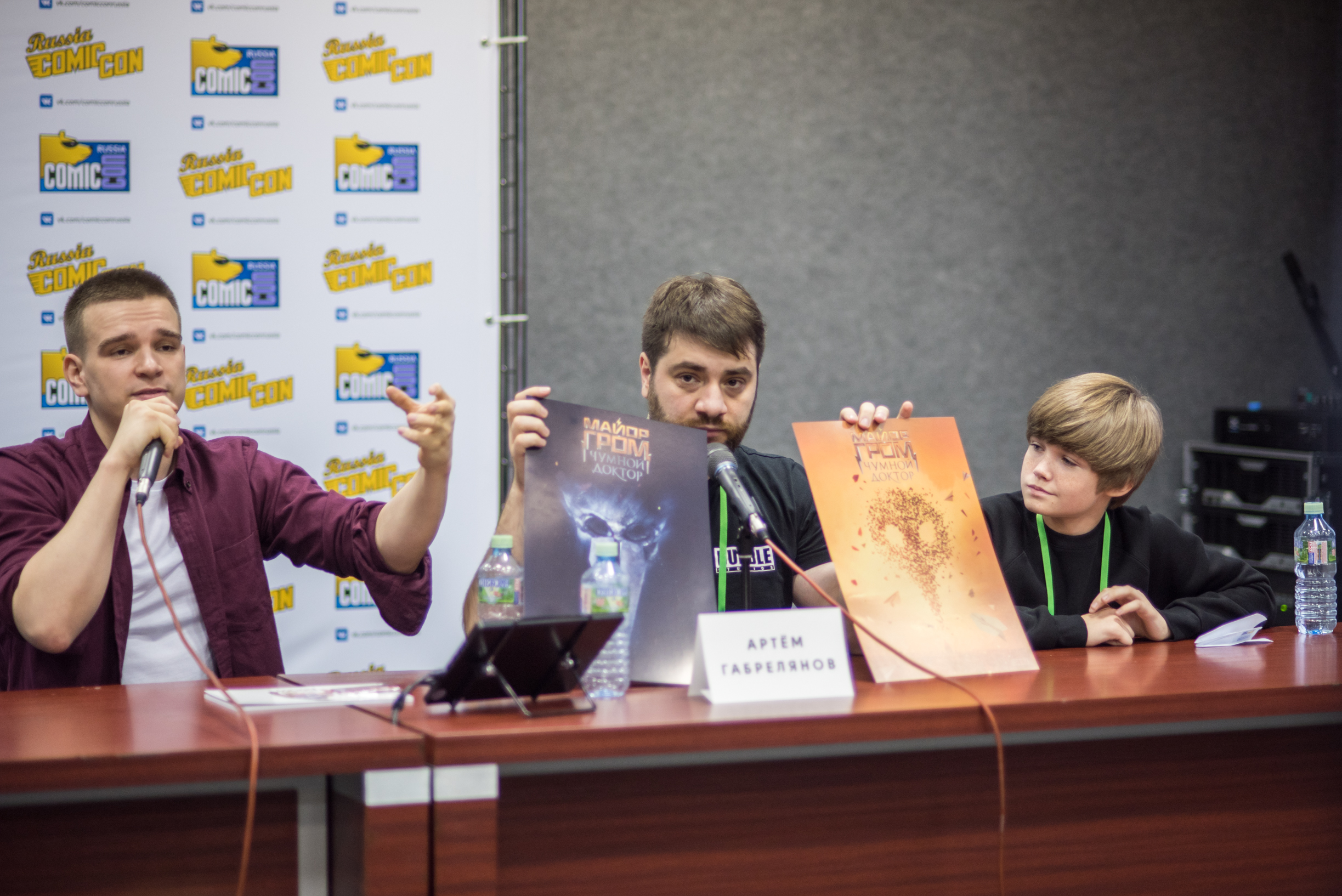
Vladimir Besedin, Artëm Gabreljanov e Oleg Čugunov durante la presentazione del film a IgroMir/Comic-Con 2017

Per il ruolo di Sergej Razumovskij, è stato scelto l'attore teatrale Sergej Goroško. Al fine di interpretare in modo convincente il personaggio, Goroško ha compilato una biografia completa del personaggio, dalla sua nascita fino agli eventi successivi al film, in parte prendendo spunto dai fumetti e dagli sceneggiatori del film. Goroško dovette anche perdere peso per il ruolo, nel suo caso quindici chilogrammi. La voce del Medico della Peste nella maschera è una sovrapposizione delle voci di Goroško e Dmitrij Čebotarëv.
L'attore Dmitrij Čebotarëv ha fatto un'audizione per entrambi i ruoli di Igor' Grom e Oleg, e, secondo i produttori, entrambe le audizioni hanno avuto successo, ma alla fine è stato selezionato per interpretare Oleg Volkov. Čebotarëv fu l'unico attore del cast principale che non dovette cambiare il suo aspetto in alcun modo per le riprese. Il rapper ucraino Kyivstoner è stato approvato per il ruolo di Booster Ignat, informatore di Grom, a causa della sua personalità fiammeggiante. Quasi tutte le sue battute erano improvvisate.
Il politico Vitalij Milonov è stato invitato ad apparire in un cameo come se stesso, dal momento che lo studio aveva bisogno di un personaggio che condannasse le azioni del Medico della Peste nella televisione cinematografica. Il regista Oleg Trofim era contrario al fatto che Milonov diventasse questo personaggio poiché non voleva che il film avesse inutili allusioni alla vita reale, ma Gabreljanov insistette, e Milonov apparve in una breve scena in cui si impegnò a vietare le maschere del Medico della Peste.

### Piani iniziali
I rappresentanti di Bubble Studios hanno ripetutamente affermato che il cortometraggio Major Grom sarebbe stato un progetto di prova prima di girare un film, che, in caso di successo, sarebbe stato seguito da adattamenti di altri fumetti di Bubble. È stato anche affermato che Bubble Studios prevede di attirare attori americani nel progetto, filmarlo in inglese e lanciarlo a livello internazionale, con particolare attenzione ai mercati occidentali. Il full-length Major Grom doveva essere prodotto dalla stessa squadra di quel corto. Il budget previsto in quel momento era di almeno cinque milioni di dollari USA.
I realizzatori hanno anche detto che l'aspetto di San Pietroburgo nel film sarebbe diverso da quello reale e, inoltre, la geografia della città subirebbe cambiamenti. Il regista di Bubble Studios e lo sceneggiatore di Major Grom, Artëm Gabreljanov, ha commentato: "Ci sono alcune cose che rendono il personaggio organico. Se prendi una macchina fotografica e scatti solo ciò che è fuori dalla finestra, allora qualsiasi supereroe in un contesto russo sembrerà divertente". I realizzatori hanno pianificato di attenersi a un classificazione 12+, anche se non hanno negato che le scene di violenza potrebbero aumentare la classificazione a 16+. Secondo Gabrelyanov, lo studio non si è posto l'obiettivo di dare "una risposta [russa]" a Hollywood, e che è più importante per lui dimostrare i suoi meriti con i fatti, non con le parole. Nel novembre 2017, Bubble Studios ha annunciato un casting aperto per il film. Vladimir Besedin, che era il regista all'epoca, menzionò che ci sarebbero state diverse scene post-credit dopo i titoli di coda relative alla storia.

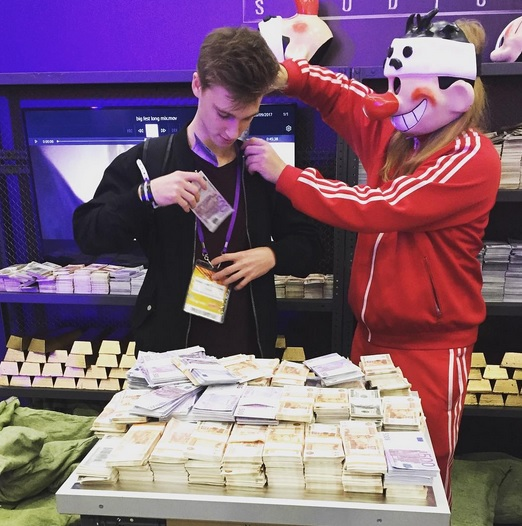
Foto dalla presentazione del film a IgroMir / Comic-Con Russia 2017, raffigurante uno dei rapinatori di banche vestito da giocatore di hockey

### Teaser
Un teaser per il film è stato mostrato per la prima volta il 30 settembre 2017 a IgroMir / Comic-Con Russia 2017. La clip mostra un giovane skateboarder irrequieto, interpretato da Oleg Čugunov, che guarda un video del Medico della peste e inizia a credere nelle sue idee, prima di unirsi a un flash mob in cui tutti coloro che vogliono protestare contro la corruzione del governo devono liberare un aeroplanino di carta da una finestra. Lo stesso Igor' Grom appare nel video solo da dietro, di passaggio, in un chiosco shawarma. Lo scenario di San Pietroburgo è fatto per assomigliare a New York City, e gli attori parlano inglese; l'audio è stato successivamente doppiato in russo.
Le risposte al teaser includevano accuse da parte di Aleksandr Strepetilov, direttore della rivista Mir Fantastiki, secondo cui il Medico della Peste era una satira sul popolare politico dell'opposizione russa Aleksej Naval'ny (mentre nei fumetti era un'allusione a Pavel Durov, un creatore del social network russo VKontakte). Il popolare video blogger e critico cinematografico Evgeny Bazhenov, noto come BadComedian, al contrario, ha dichiarato che qualsiasi parallelo nel film con la realtà esistente è stata la mossa giusta da parte dello studio: "Nel loro primo film, non mi sono relazionato con nessuno. Qui almeno è chiaro che questo è un mondo moderno, gente moderna".

### Cambio
Secondo i registi, il cortometraggio è stato ben accolto dal pubblico occidentale, e quindi il teaser è stato girato in inglese. Artëm Gabreljanov ha dichiarato che i produttori di Hollywood erano molto interessati al progetto. Uno di questi era Harvey Weinstein, ma l'incontro con lui è stato annullato all'ultimo momento a causa delle accuse di molestie sessuali contro di lui. I produttori stranieri hanno insistito sulla partecipazione di attori di lingua inglese e su un'americanizzazione del film, in modo da soddisfare meglio il pubblico di lingua inglese. Esempi di questo includevano il cambiamento di San Pietroburgo in New York e la ridenominazione di Igor' Grom in Harry Thunder. Tuttavia, Bubble sentiva che questo contraddiceva il loro concetto per il progetto. Di conseguenza, hanno deciso di rifiutare l'aiuto di produttori stranieri e girare il film principalmente per un pubblico di lingua russa. Successivamente, il primo teaser, così come il cortometraggio originale del 2017, sono stati ritenuti non canonici per gli eventi del film.
Durante lo sviluppo, il team di produzione ha avuto disaccordi creativi che hanno impedito al lavoro di continuare. Il team creativo voleva che il film fosse più guidato dalla storia, mentre il regista del cortometraggio, Vladimir Besedin, così come la troupe, volevano che fosse più ricco di azione. Questo cambiò quando Artëm Gabreljanov incontrò il produttore Michail Kitaev, che si interessò al film e allo stesso tempo aveva esperienza in progetti su larga scala, come Invasion, Sputnik, Chernobyl e T-34 - Eroi d'acciaio. Ha contribuito a creare connessioni, selezionare attori e creare scenografie. Kitaev ha visto il cortometraggio Major Grom mentre era sul set del film del 2018 Ice, insieme a Oleg Trofim, e ad entrambi è piaciuto. Secondo il piano, le riprese avrebbero dovuto iniziare un mese e mezzo dopo che Kitaev si era unito al progetto, ma in realtà Bubble aveva solo una sceneggiatura e un concept art, e non erano pronti per le riprese. Kitaev notò immediatamente l'inesperienza della squadra e la mancanza di una gestione abile, e sentì che la sceneggiatura era decente ma necessitava di miglioramenti.
Le prime settimane di lavoro sul film sono state estremamente difficili, poiché il team non capiva cosa fare. Alla fine, il progetto è stato congelato, tutte le scadenze sono state annullate e Gabreljanov e Kitaev si sono rivolti al padre di Artëm, Aram Gabreljanov, fondatore dell'agenzia di stampa Life, che aveva investito nel film, per l'approvazione di un ulteriore piano di lavoro. Si verificò un rimpasto di personale, il nuovo team lavorò per tre settimane, ma i conflitti continuarono a sorgere e il progetto fu nuovamente congelato, questa volta per una settimana e mezza, con conseguente scioglimento dell'intera squadra. Vladimir Besedin, regista del cortometraggio, si è dimesso, e Gabreljanov, Kitaev e Kotkov hanno fatto una lista di registi che potrebbero far fronte al progetto, alla fine selezionando Oleg Trofim.

### Sviluppo

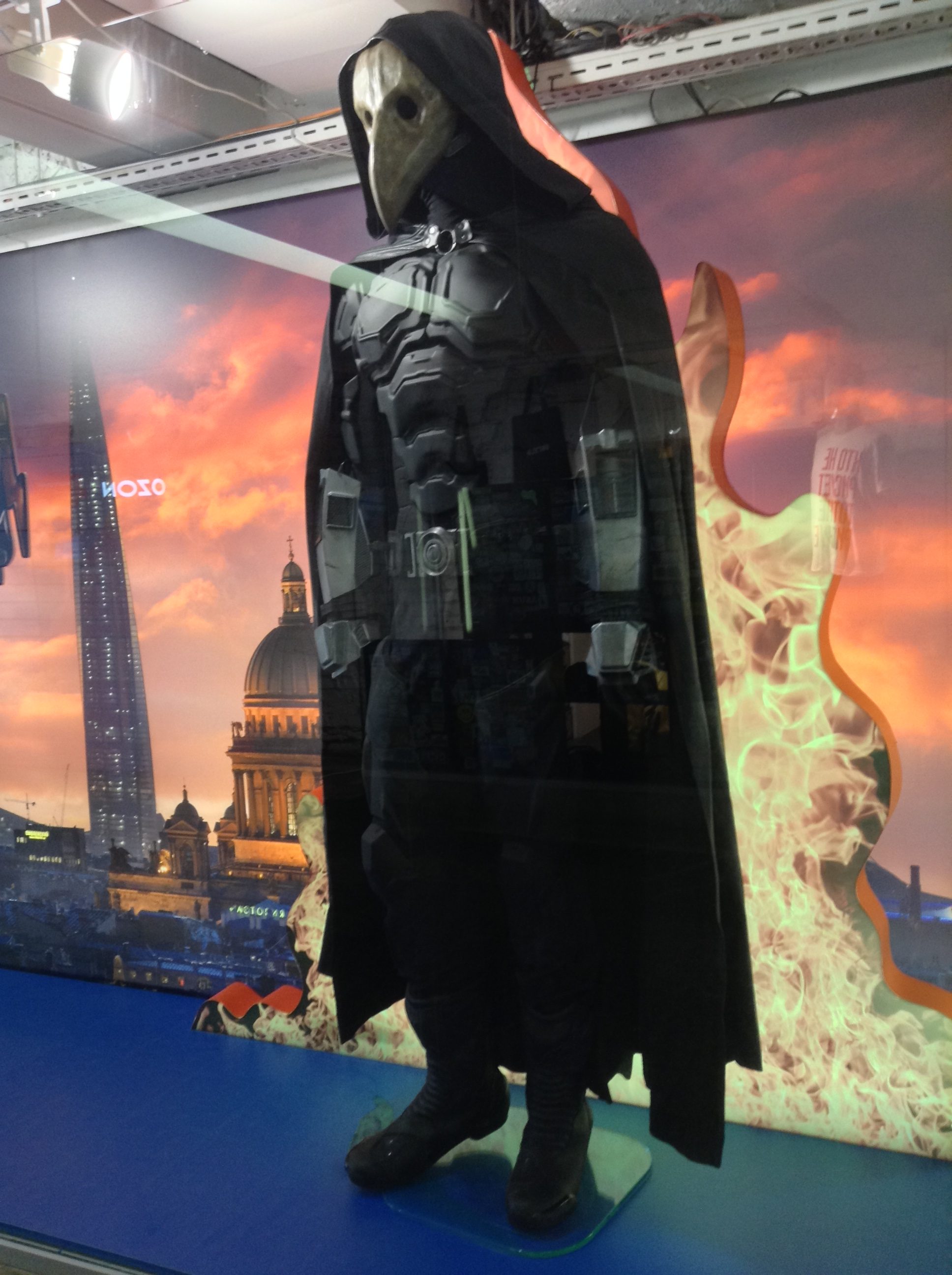
Costume del Medico Della Peste

La trama del film si basa sul primo arco narrativo della serie a fumetti originale, che racconta la lotta del maggiore Grom con un serial killer nascosto sotto la maschera di un medico della peste. Nello scenario stesso, Bubble Studios ha pianificato di lasciare circa l'80% della trama della storia originale e aggiungere il 20% di nuovi contenuti. Dopo la pubblicazione del teaser, i realizzatori hanno ricevuto molti commenti poco lusinghieri relativi al suo contenuto politico, sia da strutture filogovernative russe che da membri del pubblico che si oppongono al governo. Di conseguenza, si decise di rimuovere tutta la politica che era presente nel fumetto originale, lasciando solo il problema dei "crimini incontrollati di persone ricche che possono sfuggire alla legge con i loro soldi" e concentrandosi invece sulla disuguaglianza sociale. Gabreljanov ha osservato che il problema della disuguaglianza sarebbe anche più comprensibile per gli spettatori stranieri rispetto alle allusioni alla politica russa.
Le bozze iniziali della sceneggiatura avevano scene con elicotteri e grattacieli, ma quando il produttore Maksim Kitaev si unì al progetto, consigliò agli sceneggiatori di rimuoverli, poiché avrebbero richiesto troppi soldi, a causa delle loro dimensioni. La trama prima della ripresa della produzione era troppo grande, e sarebbe stato impossibile girare, anche se il team aveva un budget 2-3 volte più grande, quindi gli sceneggiatori hanno dovuto accorciarlo. Quando gli è stato chiesto perché la trama di Major Grom è così poco originale e cliché, Oleg Trofim ha risposto che gli adattamenti a fumetti non erano mai stati precedentemente girati in Russia, e i registi locali dovevano prima padroneggiare il genere e le sue basi. Solo una volta che questo è accaduto sarebbe stato possibile decostruire il genere e creare qualcosa di più originale.
Durante l'adattamento, la trama del fumetto originale ha subito cambiamenti significativi. Ad esempio, nel film, il personaggio di Julija Pčëlkina non è solo l'interesse amoroso del protagonista e la damigella in difficoltà, ma anche un partecipante a tutti gli effetti nella trama. Oleg Trofim ha commentato: "Non è più rilevante mostrare l'eroina come una ragazza che non vuole decidere nulla, ma vuole un vestito". Nel film cambia anche la personalità di Igor Grom: nei fumetti è molto nobile e segue rigorosamente un codice morale, mentre nel film è più antieroe e meno scrupoloso. Gli sceneggiatori deliberatamente non hanno mostrato la storia delle origini di Grom, scegliendo di offrire solo suggerimenti durante il film. Roman Kotkov ha spiegato questo dicendo che le storie di origine dei supereroi sono diventate noiose per il pubblico. Anche il personaggio di Razumovskij ha subito alcuni cambiamenti, in particolare la sua motivazione: nel film, il Medico della Peste sinceramente, anche se usando metodi radicali, vuole rendere il mondo un posto migliore, mentre nei fumetti, usa solo la giustizia come scusa, mentre commette omicidi per il suo guadagno personale.
Il film contiene una serie di riferimenti ad altri fumetti di Bubble, che sono considerati una configurazione per un potenziale universo cinematografico di Bubble. C'è menzione di un "sicario con ratto" nel film - il soprannome di Demonslayer, uno dei personaggi chiave dell'universo dei fumetti di Bubble e il protagonista della serie a fumetti con lo stesso nome. Holt International, una società che ha progettato la tuta del Medico della Peste, comparve nella serie a fumetti Red Fury come antagonista principale.

### Luoghi delle riprese
Se Besedin voleva che San Pietroburgo apparisse americanizzata, Oleg Trofim ha fatto sembrare la città più vicina alla realtà. Trofim ha vissuto a San Pietroburgo per cinque anni, e il direttore artistico Dmitrij Oniščenko è di lì e conosce bene la città, e questo ha aiutato nella scelta dei luoghi. Per oltre due mesi, Trofim e Oniščenko esplorarono San Pietroburgo per trovare le strade più adatte a momenti specifici del film. Oleg Trofim ha spiegato:
"Conosciamo la Pietroburgo classica, che è piena di architettura barocca e Art Nouveau. Questa è la città in cui c'è stata una rivoluzione, e l'architettura sovietica si è fortemente stabilita lì. Abbiamo anche familiarità con il gangster Pietroburgo dal 1990, con le sue infinite reti di cortili. Ci siamo trovati di fronte al compito di determinare quale Pietroburgo mostrare. Di conseguenza, abbiamo completamente abbandonato l'eredità sovietica e quella degli anni 1990 e ci siamo concentrati sulla parte storica, quella che è senza tempo, quella che crea l'immagine di San Pietroburgo come una maestosa città palazzo". 
Inoltre, i realizzatori hanno deciso di modificare il layout della città, rispetto alla vera San Pietroburgo. Per fare questo, hanno abbozzato un piano approssimativo, segnando i luoghi principali del film: i quartieri poveri visitati da Grom, una stazione di polizia, l'ufficio di Razumovskij e l'appartamento di Grom. Di conseguenza, si è scoperto che via Bol'šaja Morskaja conduce a via Radiščev, via Žukov diventa via Galernaja, e la prospettiva Nevskij non sembra esistere affatto. Oleg Trofim si è lamentato del fatto che la logistica a San Pietroburgo era scomoda per le riprese, ed è per questo che hanno dovuto creare il proprio scenario.

### Riavvio della produzione
Dopo la pubblicità iniziale nel 2017, non ci sono state nuove informazioni sul film per due anni. Il 5 ottobre 2019, la continuazione del lavoro sul progetto è stata annunciata a IgroMir / Comic-Con Russia. Fu annunciato che il regista era stato sostituito, e al posto di Vladimir Besedin, Oleg Trofim era al timone della produzione. Anche il ruolo del maggiore Grom è cambiato da Aleksandr Gorbatov a Tichon Žiznevskij. Inoltre, sono state apportate modifiche significative alla sceneggiatura.
Le riprese sono riprese a San Pietroburgo e il film era inizialmente previsto per andare sullo schermo nel 2019. Tuttavia, nell'ottobre dello stesso anno, è stato annunciato che non sarebbe stato rilasciato alla data di scadenza. Le riprese sono state completate a dicembre 2019. Il primo trailer ufficiale è stato rilasciato il 27 maggio 2020, un giorno dopo le celebrazioni dell'anniversario di San Pietroburgo.

### Musica
La musica del film è stata scritta dal compositore Roman Seliverstov. Il film presenta temi di musica sinfonica scritti da Seliverstov appositamente per la produzione, così come ulteriori canzoni autorizzate. La parte sinfonica della colonna sonora è stata registrata dalla London Symphony Orchestra agli Abbey Road Studios, nel Regno Unito. Seliverstov insistette affinché la musica fosse registrata in questo particolare studio, poiché, a suo parere, il pubblico era abituato al suono dei film di Hollywood, e qualcosa di simile doveva essere raggiunto in Major Grom. Per la canzone tema del Medico della peste, è stato creato uno strumento musicale speciale, il "violoncello spaziale", che assomiglia a un violoncello ma ha solo due corde, attaccate alle casse di risonanza da lunghe molle d'acciaio. Questo strumento musicale produce un suono aggressivo e metallico, che, secondo il piano del compositore, dovrebbe enfatizzare il carattere temibile dell'antagonista.
I creatori hanno deciso di utilizzare solo canzoni in lingua russa per la colonna sonora. Oleg Trofim cercò di usare canzoni che "non erano ancora rovinate dalla loro popolarità", per aiutare il pubblico a scoprire nuova musica. Durante i titoli di testa del film, suona una cover della canzone "Peremen!", eseguita dalla giovane Taisija Ašmarova. La canzone ascoltata durante i titoli di coda, "Poezd v ogne", è eseguita da Levan Gorozia.

### Uscita cinematografica
Al Comic-Con Russia 2020 del 4 ottobre è stato presentato un trailer ufficiale ed è stato annunciato che il film sarebbe uscito nell'aprile 2021.
Major Grom: Il medico della peste ha avuto una proiezione speciale il 26 marzo al cinema Aurora di San Pietroburgo. La sua prima mondiale ha avuto luogo il 29 marzo al centro cinematografico Karo 11 October di Mosca.

## Accoglienza
Major Grom - Il medico della peste ha ricevuto recensioni miste o positive dalla critica russa con l'aggregatore di recensioni Kritikanstvo che lo ha valutato 6,4/10 sulla base di 39 recensioni, mentre KinoPoisk ha riportato un punteggio di approvazione della critica del 71% basato su 34 recensioni. Il film è stato elogiato da Kanobu, Mir Fantastiki, Igromania, Rossiyskaya Gazeta, TASS, TJournal, DTF.ru, Elle Ragazza, e RBK Daily. Altri, come Afisha, Film.ru, e TimeOut Russia pubblicarono recensioni contrastanti, mentre Nezavisimaya Gazeta, Kino Mail.ru, InterMedia, e Meduza furono critici nei confronti del film, e Kommersant pubblicò due recensioni contrastanti.
Molti critici hanno elogiato il film per le immagini impressionanti e il ritratto di una versione romanzata di San Pietroburgo, con un'enfasi sull'atmosfera della città. Anche la recitazione, in particolare di Zhiznevsky e Aksyonova, è stata accolta positivamente. Tuttavia, molti autori erano a disagio con il messaggio di fondo del film, che alcuni credevano essere anti-liberale e pro-polizia.

## Influenza culturale
Dopo che Roskomnadzor, l'agenzia russa di supervisione dei media, ha bloccato il servizio di messaggistica Telegram a livello nazionale nel 2018, Pavel Durov ha organizzato un flash mob, esortando i manifestanti a rilasciare aeroplanini di carta per le strade il 22 aprile 2018 alle 19:00. Un flash mob molto simile, incluso un rilascio di massa di aeroplani di carta, è stato organizzato nel primo teaser di Major Grom dal Medicodella Peste, il cui personaggio nel fumetto è vagamente basato su Durov.
Prima della premiere, il sito web Byulleten Kinoprokatchika ha previsto che gli incassi al botteghino del primo fine settimana ammonteranno a 200 milioni di rubli. Tuttavia, il film ha ricevuto metà del botteghino e ha guadagnato solo 105 milioni nel primo fine settimana. Nel secondo fine settimana sono stati raccolti circa 66 milioni di rubli e l'importo totale raggiunto, tenendo conto del giorno della prima, è salito a 222 milioni. I media suggerirono che il film difficilmente avrebbe potuto recuperare il budget annunciato di 640 milioni di rubli entro la fine della sua corsa. Di conseguenza, gli incassi al botteghino ammontavano a soli 317 milioni di rubli in Russia e circa 11 milioni nella CSI.
Per sostenere Major Grom con il passaparola, i fan di Bubble comics hanno organizzato una serie di flash mob sui social media per attirare l'attenzione sul film. Alcuni fan hanno acquistato tutti i posti nei cinema per aumentare le vendite dei biglietti, e una persona sconosciuta ha persino affittato un cartellone pubblicitario su New Arbat Avenue, nel centro di Mosca, dove sono stati mostrati i tweet dei fan di Major Grom.
Tuttavia, nonostante i bassi ritorni al botteghino, il film ha guadagnato popolarità sui servizi di streaming: a maggio, ha superato le visualizzazioni su Kinopoisk HD, secondo solo a Justice League di Zack Snyder. Su Netflix, il film ha raggiunto la vetta in un giorno, un risultato estremamente raro per il cinema russo su questa piattaforma. L'8 luglio, il film è entrato nella top 10 di Netflix in 64 paesi in tutto il mondo e ha ottenuto il primo posto in quattordici paesi.